# Dvapara-Yuga
Dvapara Yuga auch Dwapara Yuga (Sanskrit द्वापर युग Dvāpara Yuga) ist das dritte von vier in den hinduistischen heiligen Schriften beschriebenen Yugas oder Weltaltern. Das Dwapara Yuga folgt auf das Treta-Yuga und wird vom Kali-Yuga abgelöst. Es dauert doppelte so lange wie das Kali Yuga, also 2 × 432.000 = 864.000 Jahre. 
Das Lebensgesetz (Dharma) wird in diesem Zeitalter nur noch zur Hälfte verwirklicht.
Nach den Puranas endete dieses Yuga, als Krishna zu seiner ewigen Heimstatt Vaikuntha zurückkehrte.